# Beans (canción)
«Beans» es una canción de la banda de grunge Nirvana. Es la canción número 11 del CD 1 del box set, With The Lights Out.

## Creación
De esta canción no se saben muchos datos, solo se sabe que fue grabada en una casetera de 4 pistas, del cantante Kurt Cobain.

## Grabación
La grabación de esta canción no fue concluida, la data de With The Lights Out dice que se grabó durante 1988 y 1989 en Aberdeen, Washington.